# Typengummi

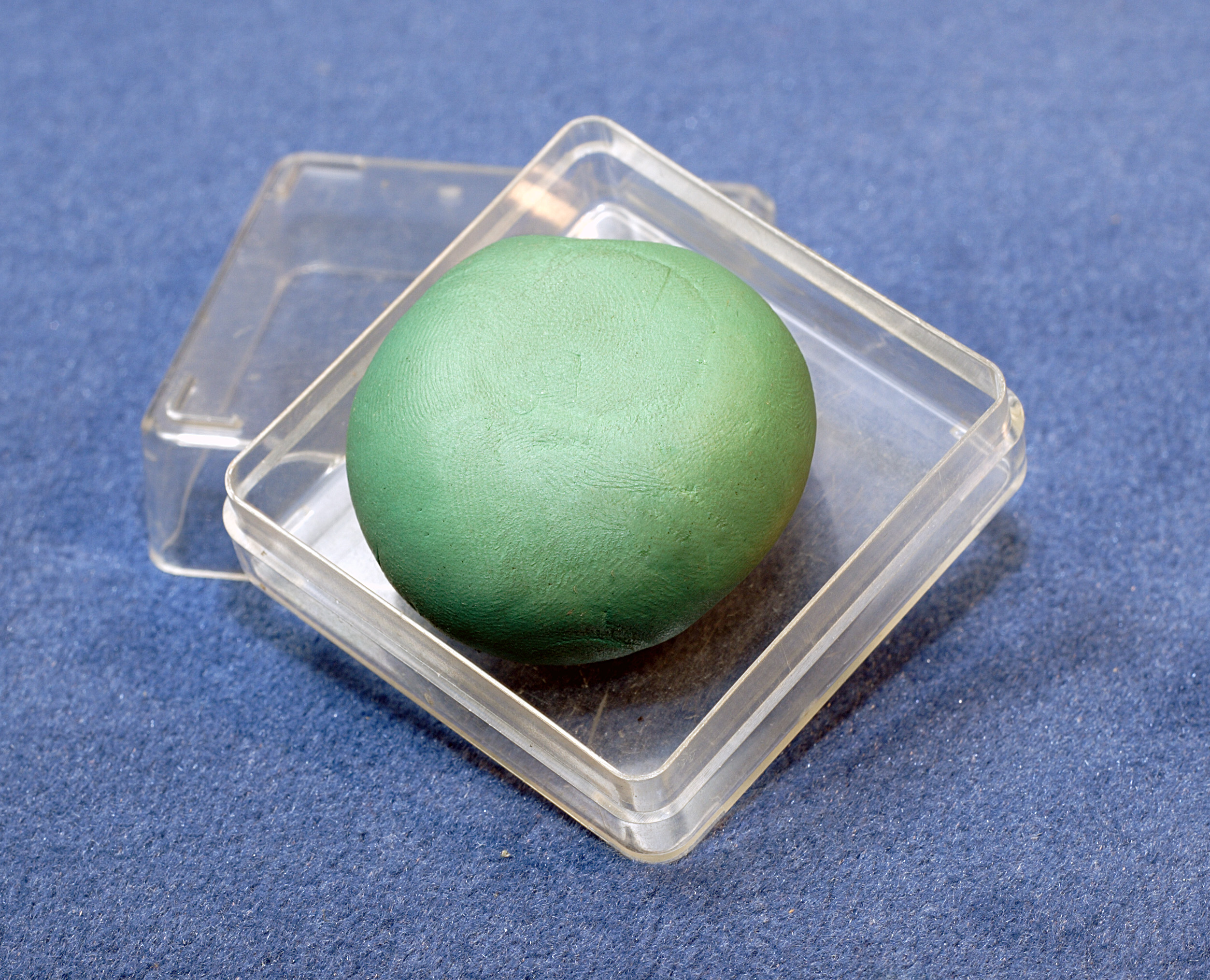
Ein Typengummi

Der Typengummi oder Typenreiniger besteht aus einer knetbaren Masse, in der Regel Naturkautschuk, und wird zur Reinigung der Typen von Schreibmaschinen verwendet. 
Mit der Zeit verstopfen Verunreinigungen aus Farbbandabrieb und Tinte die feinen Vertiefungen der Typen, die Schrift wird dadurch unleserlich und unklar. Zum Reinigen drückt man den Typengummi auf die Typen. Die Verunreinigungen bleiben am Gummi kleben und werden so herausgezogen. Der Typengummi selbst kann nicht gereinigt werden, man knetet die Verunreinigungen einfach in den Gummi hinein. Mit der Zeit und je nach Häufigkeit der Anwendung wechselt dieser so seine Farbe von normalerweise Grün zu Violett. Doch selbst ein alter Typengummi funktioniert noch immer problemlos, sofern er seine Knetbarkeit nicht durch Aushärtung des Materials eingebüßt hat.
Typengummis verwendet man auch zur Reinigung von Stempeln und Klischees oder Druckstöcken.